# ديفيد (اسم)
دايفيد (بالإنجليزية: David)‏ ويكتب أيضاً ديفيد و دافيد هو اسم علم مذكر إنجليزي فرنسي إسباني من أصل عبري، يعود أصل هذا الاسم إلى النبي داود المذكور في الكتاب المقدس والقرآن وأحد ملوك إسرائيل، معنى الاسم هو المحبوب، هذا الاسم لديه شعبية كبيرة في الغرب، حيث يعتبر اسم دايفيد ثاني أكثر اسم ذكر شعبية في الولايات المتحدة، حيث هناك 1 من 28 شخص ذكر أمريكي إسمه دايفيد ويسمى 92,597 مولود في الولايات المتحدة باسم دايفيد، وفي المملكة المتحدة يعتبر اسم دايفيد من أكثر الأسماء شعبية فيها ويعتبر الاسم الأكثر شعبية في أيرلندا الشمالية وعادةً ما يحتل المراكز ال20 الأولى، لهذا الاسم شعبية كبيرة أيضاً في إسبانيا وفرنسا وألمانيا والبرتغال واليونان وكندا والبرازيل وإسرائيل وغيرها من الدول.

## الشخصيات
- ديفيد بيكهام لاعب كرة قدم إنجليزي.
- ديفيد فيا لاعب كرة قدم إسباني.
- ديفيد هيوم فيلسوف أسكتلندي.
- ديفيد سيلفا لاعب كرة قدم إسباني.
- ديفيد كاميرون سياسي بريطاني ورئيس وزارئها الحالي.
- القديس دايفيد قديس ويلزي من القرن 6 الميلادي.
- ديفيد الرابع ملك وقديس جورجي من القرن 11 ميلادي.
- ديفيد الثاني ملك اسكتلندا.
- ديفيد أندرز ممثل أمريكي.
- ديفيد أودونكور لاعب كرة قدم ألماني.
- ديفيد أركيت ممثل أمريكي.
- ديفيد بوريناز ممثل أمريكي.
- ديفيد كارادين ممثل أمريكي.
- ديفيد كاروسو ممثل ومنتج أمريكي.
- ديفيد كروس ممثل أمريكي.
- دافيد لويز لاعب كرة قدم برازيلي.
- ديفيد دشوفني ممثل أمريكي.
- ديفيد هاسيلهوف ممثل أمريكي.
- ديفيد هنري ممثل أمريكي.
- ديفيد دي غيا لاعب كرة قدم إسباني.
- ديفيد كاي ممثل كندي.
- ديفيد باتيستا مصارع أمريكي.
- ديفيد ليترمان مذيع أمريكي.
- ديفد أوتونغا مصارع أمريكي.
- ديفيد نيفن ممثل أمريكي.
- دافيد لاعب كرة قدم برازيلي.
- ديفيد رايفرز ممثل أمريكي.
- ديفيد شويمر ممثل أمريكي.
- ديفيد جوتا دي جاي فرنسي.
- ديفيد سبيد ممثل وكوميدي أمريكي.
- ديفيد تينانت ممثل أسكتلندي.
- ديفيد تريزيغيه لاعب كرة قدم فرنسي.
- ديفيد أتينبارا عالم أحياء بريطاني.
- ديفيد بنغوريون سياسي إسرائيلي وأول رئيس وزراء لها.
- ديفيد أرتشولينا مغني أمريكي.
- دافيد ألابا لاعب كرة قدم نمساوي.
- دافيد ألبيلدا لاعب كرة قدم إسباني.
- ديفيد سوزوكي عالم بيئة ياباني كندي.
- ديف ويتنبرغ مؤدي صوتي أمريكي.
- ديفيد أندرسون لاعب كرة سلة أسترالي.
- ديفيد لو ممثل بريطاني.
- ديفيد لويد جورج سياسي بريطاني ورئيس وزراء سابق.
- ديفيد ميلباند سياسي بريطاني.
- ديفيد فينشر مخرج أمريكي.
- ديفيد فروست صحفي بريطاني.
- ديفيد بيل ممثل فرنسي.
- ديفيد بيتزارو لاعب كرة قدم تشيلي.
- ديفيد بن دايان لاعب كرة قدم إسرائيلي.
- ديفيد بينتلي لاعب كرة قدم إنجليزي.
- ديفيد هايتر ممثل كندي أمريكي.
- دافيد ياروليم لاعب كرة قدم تشيكي.
- ديفيد غيلمور مغني بريطاني.
- ديفيد كارني لاعب كرة قدم أسترالي.
- دافيد ريكاردو عالم سياسة واقتصاد بريطاني.
- ديف غرول موسيقي روك أمريكي.
- ديفيد كولتهارد سائق فورمولا ون بريطاني.
- ديفيد شور كاتب كندي.
- ديف غروزن موسيقي أمريكي.
- ديفيد دان لاعب كرة قدم إنجليزي.
- دافيد فيرير لاعب كرة مضرب إسباني.
- دافيد جينولا لاعب كرة قدم فرنسي.
- ديفيد لي روث موسيقي روك أمريكي.
- ديفيد هيلي لاعب كرة قدم أيرلندي شمالي.
- ديفيد جيمس لاعب كرة قدم إنجليزي.
- ديفيد لي لاعب كرة سلة أمريكي.
- ديفيد مكراي لاعب كرة سلة ألماني.
- ديفيد مويس لاعب ومدرب كرة قدم أسكتلندي.
- ديفيد نغوغ لاعب كرة قدم فرنسي.
- ديفيد نافارو لاعب كرة قدم إسباني.
- ديفيد نالبانديان لاعب كرة مضرب أرجنتيني.
- ديفيد سيمان لاعب كرة قدم إنجليزي.
- ديفيد سوازو لاعب كرة قدم هندوراسي.
- ديفيد تايلور لاعب كرة قدم ويلزي.
- ديفيد وست لاعب كرة سلة أمريكي.
- ديفيد هوبل عالم أعصاب أمريكي كندي.
- ديفيد بلتيمور عالم أحياء أمريكي.
- ديفيد بوم عالم فيزياء أمريكي بريطاني.
- ديفيد نايت لاعب كرة قدم ويلزي.
- ديفيد وينلاند عالم فيزياء أمريكي.
- ديفيد بوي ممثل بريطاني.
- ديفيد بيليون لاعب كرة قدم فرنسي.
- ديفيد جمالي لاعب كرة قدم تونسي فرنسي.

### شخصيات خيالية
- ديفي جونز (قراصنة الكاريبي).